# GSC5409-2093
GSC5409-2093 — хімічно пекулярна зоря спектрального класу A1, що має видиму зоряну величину в смузі V приблизно 10,5.

## Пекулярний хімічний склад
Зоряна атмосфера GSC5409-2093 має підвищений вміст 
Cr
.